# Salve H. Matheson

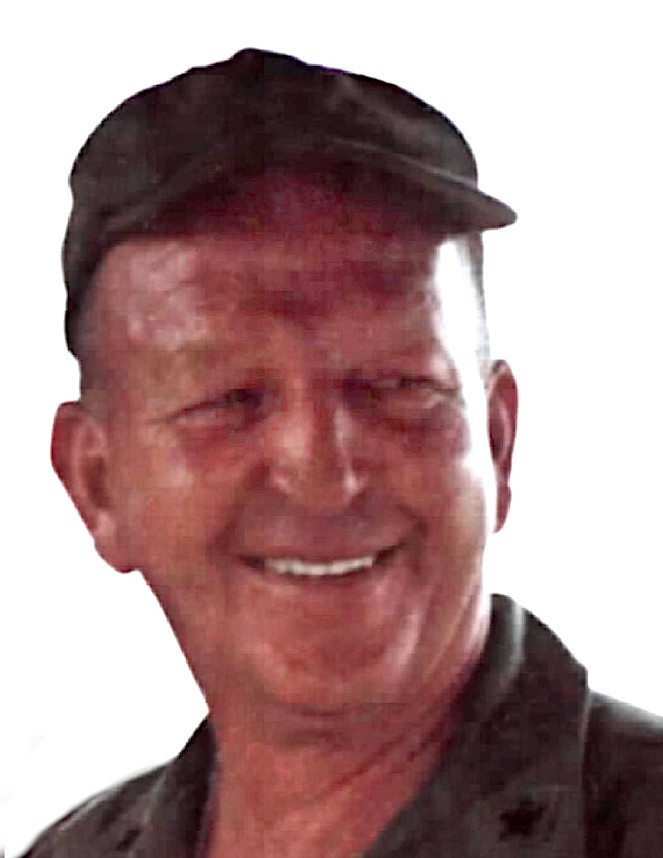
Salve H. Matheson in Vietnam (1967)

Salve H. Matheson (* 11. August 1920 in Seattle, Washington; † 8. Januar 2005 in Monterey, Kalifornien) war ein Generalmajor der United States Army. Er war unter anderem Kommandeur der 2. Infanteriedivision.

## Leben
Matheson wurde in Seattle geboren, wuchs aber in Monterey in Kalifornien auf, wo er die öffentlichen Schulen besuchte. Über das ROTC-Programm der University of California, Los Angeles gelangte er im Jahr 1942 in das Offizierskorps des US-Heeres. Dort wurde er als Leutnant der Infanterie zugeteilt. In der Army durchlief er anschließend alle Offiziersränge vom Leutnant bis zum Zwei-Sterne-General.
Im Lauf seiner militärischen Karriere absolvierte Matheson verschiedene Kurse und Schulungen. Dazu gehörte unter anderem das Naval War College der United States Navy. Während des Zweiten Weltkriegs war er in verschiedenen Einheiten auf dem europäischen Kriegsschauplatz eingesetzt. Im Juni 1944 wurde er bei Gefechten verwundet. Im weiteren Kriegsverlauf gehörte er einer Luftlandeeinheit an, deren Soldaten über den Niederlanden absprangen und damit zur Befreiung des Landes beitrugen. Er gehörte zu den Einheiten die bis Kriegsende weit nach Deutschland vordrangen.
Nach dem Krieg setzte er seine Offizierslaufbahn in den Vereinigten Staaten fort. Während des Koreakriegs diente er unter anderem im Generalstab des XVIII. Luftlandekorps. Nach seinem Einsatz in Korea wurde er zum Stab des X. Korps versetzt, wo er der Stabsabteilung G3 (Operationen) angehörte. Es folgte eine Versetzung nach Deutschland zum Stab von USAREUR. Im Jahr 1954 leitete er die Stabsabteilung G3 der 1. Infanteriedivision, die damals noch in Deutschland stationiert war.
Nach zwischenzeitlich anderen Verwendungen kommandierte Matheson in den Jahren 1961 bis 1963 die Sondereinheit 10th Special Forces Group in Bad Tölz. Danach gehörte er für einige Zeit dem Stab der Joint Chiefs of Staff in Washington, D.C. an. Mitte der 1960er Jahre kommandierte er die 1. Brigade der 101. Luftlandedivision, die im Vietnamkrieg eingesetzt war. Dabei war er an mehreren Gefechten beteiligt. Im Januar 1968 wurde Matheson Mitglied in einer Beratergruppe für das I. Korps der südvietnamesischen Armee.
Nach seiner Rückkehr aus Vietnam wurde Matheson nach Fort Monroe in Virginia versetzt, wo er für die Verwaltung des ROTC-Programms tätig war (Director, ROTC-National Defense Cadet Corps). Zwischen September 1969 und Oktober 1970 war Salve Matheson als Nachfolger von Leland G. Cagwin Kommandeur der 2. Infanteriedivision in Südkorea. Nachdem er sein Kommando an Gilbert H. Woodward übergeben hatte, wurde Matheson zum Inter-American Defense Board in Washington, D.C. versetzt. Im Jahr 1975 trat er in Fort McPherson in Georgia in den Ruhestand.
Salve Matheson verbrachte seinen Lebensabend in Carmel-by-the-Sea in Kalifornien. Der seit 1947 mit Patricia Halloran (1923–2017) verheiratete Offizier starb am 8. Januar 2005 und wurde auf dem Nationalfriedhof Arlington beigesetzt.

## Orden und Auszeichnungen
Salve Matheson erhielt im Lauf seiner militärischen Laufbahn unter anderem folgende Auszeichnungen:
- Army Distinguished Service Medal
- Silver Star
- Legion of Merit
- Bronze Star Medal
- Air Medal
- Army Commendation Medal
- Distinguished Flying Cross
- Purple Heart